# Fatal Accident Rate
Le Fatal Accident Rate (FAR) ou Taux d'Accident Fatal est un indicateur d'accidentabilité utilisé pour classer la dangerosité d'une activité.

## Calcul
Le FAR correspond au nombre de décès pour une activité donnée rapporté à 100 millions d'heures de cette même activité soit 50 000 années de travail ou 11 500 années pleines.

### Exemple
Si 2 décès ont été constatés dans une entreprise de 30 000 personnes travaillant 35 heures par semaine chacune (1355 heures par an) :
{\displaystyle FAR=2.{\frac {10^{8}}{30000.1355}}=4,92}